# Пердам Ардалані
Пердам Ардалані (перс. پدرام اردلانی; нар. 6 серпня 1989, Тегеран, Іран) — іранський футболіст, півзахисник нижчолігового шотландського клубу «Камберно Котс».

## Життєпис
Народився в Тегерані, вихованець «Сайпи». 2 листопада 2007 року півдписав 2-річний контракт з «Партік Тісл», за яким повинен був виступати на Фірхіллі до 31 травня 2009 року. Дебютував за нову команду 8 квітня 2008 року, вийшовши на заміну в переможному (1:0) поєдинку проти «Стерлінг Альбіон». У січні 2009 року залишив команду. 10 лютого 2009 року уклав договір до завершення сезону з «Артурлі», проте в підсумку залишився в команді до 2011 року. Після відходу з клубу підписав короткотерміновий контракт з «Арбротом», проте в лютому 2012 року повернувся в «Артурлі».
З 2016 по 2018 рік виступав на батьківщині за «Естеглал Ахваз», у футболці якого провів 10 поєдинків. У 2018 році повернувся до Шотландії, де підсилив нижчоліговий «Камберно Котс».